# Rainer Ansorge
Rainer Ansorge (* 1. Januar 1931 in Berlin)  ist ein deutscher Mathematiker, der sich mit Numerischer Mathematik und Angewandter Mathematik befasst und Professor an der Universität Hamburg war.

## Leben
Rainer Ansorges Ausbildung war zunächst vom Zweiten Weltkrieg geprägt, zu kriegsbedingten Unterbrechungen kam die Flucht aus Pommern. Nachdem der Vater gefallen war, hatte Ansorge zur Unterstützung der Mutter diverse Arbeitsstellen, zum Beispiel als LKW-Fahrer. Nach der letztlich abgebrochenen Lehre als Maschinenschlosser machte er sein Abitur in Berlin. Ab 1950 studierte er Mathematik und Physik und der FU Berlin und der TU Berlin, sein Diplom in Mathematik machte er 1956 mit Auszeichnung. 
Danach war er Berechnungsingenieur bei den VW-Werken in Wolfsburg und ab 1957 wissenschaftlicher Assistent an der Bergakademie Clausthal. 1959 wurde er dort mit seiner Dissertation Über gesteuerte Anheizvorgänge bei Zylindern promoviert, wurde nach der Habilitation 1963 Privatdozent und 1968 Professor. 1967 bis 1969 baute Ansorge an der mittlerweile umbenannten Technischen Universität Clausthal den Studiengang Mathematik mit auf. Ab 1969 war er ordentlicher Professor und Direktor des Instituts für Angewandte Mathematik an der Universität Hamburg und Direktor des Rechenzentrums. Mit dem Experimentalphysiker und ersten Forschungsdirektor des DESY Peter Stähelin (1914–2014) baute er dort 1969 bis 1972 den Studiengang Informatik auf. 1996 wurde Ansorge emeritiert.
Ansorge befasst sich mit Funktionalanalysis der Diskretisierungsverfahren und Numerik von Erhaltungsgleichungen.
Er war mehrfach im Senat der Universität Hamburg (und 1968/69 im Senat der TU Clausthal), 1966 bis 1969 Mitglied des Präsidiums des Hochschulverbandes, 1973 bis 1979 im Senat der Deutsche Forschungsgemeinschaft (DFG) und 1979 bis 1987 im Gründungssenat der TU Hamburg-Harburg. 1985 bis 1998 war Ansorge im Vorstand der Gesellschaft für Angewandte Mathematik und Mechanik (GAMM) und er war Ehrenmitglied im Herausgebergremium der Zeitschrift für Angewandte Mathematik und Mechanik der GAMM. Er ist Ehrenmitglied der Mathematischen Gesellschaft in Hamburg und Ehrensenator der TU Hamburg. Er erhielt die Ehrenmedaille der Scharif-Universität für Technologie im Iran und der Karls-Universität Prag und ist Ehrenmitglied des VDI Arbeitskreises Schwingung und Akustik in Hamburg. Ansorge ist Mitglied der European Academy of Sciences (Lüttich) und der Europäischen Akademie der Wissenschaften und Künste (Salzburg).

## Schriften
- mit Hans-Joachim Oberle, Kai Rothe, Thomas Sonar: Mathematik für Ingenieure, 3 Bände, 4. Auflage, Weinheim: Wiley 2011 (zuerst Wiley-VCH 1994)
- mit Thomas Sonar:  Mathematical models of fluid dynamics : modeling, theory, basic numerical facts ; an introduction, Wiley-VCH 2009 (erste Auflage als alleiniger Autor 2003)
- Differenzenapproximationen partieller Anfangswertaufgaben : mit zahlreichen Beispielen, Teubner 1978
- mit T. Meis, Willi Törnig (Herausgeber): Iterative solutions of nonlinear systems of equations, Oberwolfach 1982, Lecture Notes in Mathematics 953, Springer 1982
- Herausgeber: Numerical Mathematics, Symposium on the occasion of the retirement of Lothar Collatz at the Institute for Applied Mathematics, Hamburg 1979, Birkhäuser 1979
- mit Willi Törnig (Herausgeber): Numerical Treatment of Differential Equations in Applications, Proc. Oberwolfach 1977, Springer, Lecture Notes  in Mathematics 1977
- mit Willi Törnig (Herausgeber):  Numerische insbesondere approximationstheoretische Behandlung von Funktionalgleichungen, Oberwolfach 1972, Springer, Lecture Notes in Mathematics 333, 1973
- mit Reiner Hass:  Konvergenz von Differenzenverfahren für lineare und nichtlineare Anfangswertaufgaben, Springer, Lecture Notes in Mathematics 159, 1970